# Oude blauwe zeeklei
De oude blauwe zeeklei  of oude zeeklei is een laag zeeklei in de ondergrond van West- en Noord-Nederland, het westen van Vlaanderen en de Franse Nederlanden. Voorheen behoorde deze tot de Afzetting van Calais. In de huidige lithostratigrafische indeling van Nederland worden deze afzettingen tot het Wormer Laagpakket binnen de Formatie van Naaldwijk gerekend. 
Deze kleilaag werd gevormd tussen 8000 en 4000 jaar geleden, grofweg in het tijdperk Atlanticum. Er was toen sprake van een zeer snelle zeespiegelstijging als gevolg van het afsmelten van de ijskappen uit de laatste ijstijd. Voor de kust werden strandwallen gevormd, maar vanwege de snelle zeespiegelstijging brak de zee hier vaak doorheen en ontstonden achter deze strandwallen lagunes, vergelijkbaar met de huidige Waddenzee. Hier vormde een dik pakket zandige en kleiige kwelder- en waddenafzettingen.
Naast de oude blauwe zeeklei bestaat ook jonge zeeklei, deze werd later gevormd.

## Woelklei
Kalkhoudende blauwe klei of woelklei werd in de 19e eeuw vaak opgedolven om de bouwvoor vruchtbaarder te maken. Dit gebeurde in de provincie Groningen (vooral in de oudere Dollardpolders) tot de Tweede Wereldoorlog. Dit kleigraven was zwaar handwerk dat vooral in de winter gebeurde. Deze methode van bodemverbetering, die verwant is aan het bemergelen, stond bekend als woelen of kleigraven (Duits: wühlen of kuhlen) en is in de 18e eeuw in Noord-Duitsland ontwikkeld en was daar wijd verbreid.